# Grad Gronumberg
Grad Gronumberg  (it.: Castello di Gronumbergo) je stal na hribu Purgessimo nad reko Nadižo in njenim levim pritokom potokom Aborne (Alberone), s pogledom na naselje Muost (Ponte San Quirino) in spodnji del doline Aborna v krožju Čedad  v italijanski deželi Furlaniji-Julijski krajini. Lokacija je bila v antiki in v srednjem veku vojaško-strateška točka za nadzor nad potjo v Nadiške doline na vzhod proti Sloveniji in na sever proti Avstriji. Grad oziroma trdnjava je bila zgrajena sredi 12. stoletja na mestu antičnega rimskega opazovalnega stolpa. Grad so poslednji lastniki okoli leta 1800  prepustili v propad in ruševine.  

## Zgodovina
Grad je v zgodovinskih virih prvič omenjen leta 1160 kot grad Grunenberg.  Grad je zgradila plemiška družina ministerialov Oglejskih patriarhov, ki se je poimenovala po gradu ali obratno kot Grounemberški. Sto let kasneje leta 1267 listine navajajo kot lastnika gradu Jocopa Grounemberškega. Leta 1276 je grad pridobil čedadski plemič Janez de Portis. Leta 1304 so dela na prestrukturiranju trdnjave naročali Janez Beraldino in Varmo ter Utissio de Portis, nakar je bil leta 1308 edini lastnik gradu Ulrik de Portis. Tega leta je z zvijačo na grad vdrl Henrik Pramperski in ga požgal. Rekonstrukcijska dela na gradu je leta 1314 izvajal Friderik de Portis. Ta rodbina je grad obnavljala tudi med leti 1380 in 1386. 
Leta 1401 je umrl Nikolaj de Portis, markiz gradu Petrapilosa v Istri in gospod Gronumberški, brez moških potomcev. Njegova hči Adalmotta je grad s posestjo prinesla s poroko s Acelinom Formentinijem v družino grofov Formentini. V 16. stoletju je Girolamo da Porcia opisal grad kot »razrušen in zato nenaseljen« . Leta 1600 postane utrdba, ki je že močno propadajoča, last gospodov Canussio, a jo gospodje Formentini spet odkupijo, ki jo imajo potem v lasti do izumrtja rodbine leta 1772 s smrtjo Orazia Formentinija.
Iz leta 1775 je poznan nepubliciran dokument, ki sestavljata predračun dražbene prodaje fevda Gronumberga, ki so ga izdelali strokovnjaki, ki jih je imenovala Serenissima tistega leta. Leta 1776 sta grad kupila in dobila v fevd Giuseppe in Antonio Remondini, tiskarja iz Bassana, ki sta v tistem času tudi pridobila grofovski naziv (it.: conte). Tako so se od takrat nazivali grofje Gronumberški. Ta rod je občasno prihajal na grad do okoli leta 1800, nakar so ohranjali posest ruševin in sosednjih posesti do 18. januarja 1854. 
Kljub temu, da je bil več kot sto let zapuščen in zanemarjen, grad še vedno stoji v zelo slikovitem okolju na hribu Purgessimo, obdan z bujnim rastlinjem. Najzanimivejši ostanki so jarek (ki je bil vkopan v skalo) in zunanje stene (od zunaj tlakovane z drobno rezanimi, natančno povezanimi kamni), ki so na vrhu še delno nazobčane. Grad je bil v tlorisu trapezoidno-pravokotne oblike (24 x 19 metrov), zid pa sledi naklonu tal; debelina sten se giblje od približno devetdeset centimetrov do dveh metrov. Tehnika zidanja vključuje uporabo sploščenih štirikotnih kleti in grobo klesanih blokov, oboje izdelanih iz kamnitega materiala, postavljenih v vodoravne nize, razporejene v več vrstah. To zidarsko opremo najdemo tudi v drugih utrjenih objektih 14. stoletja v Furlaniji; to nakazuje enako datacijo tudi za obzidje Gronumberga.